# Pendant que les champs brûlent
Pendant que les champs brûlent est une chanson du groupe Niagara sortie en 1990.

## Histoire
Vers la fin des années 1980, Niagara amorce un style plus sombre et plus rock. L'album Religion confirme ce virage avec des textes plus engagés.
Dans le contexte anxiogène de la guerre du Golfe, la chanson est censurée à la radio française en 1991, les paroles pouvant évoquer l'incendie des puits de pétrole par les troupes irakiennes,.

## Reprises
- Hifiklub avec Alain Johannes sur l'album Plans Make Gods Laugh en 2014.
- Izia session acoustique OÜI FM en avril 2015[4]
- Brigitte sur l'album Toutes nues en 2019[5].
- Marion Rampal en décembre 2022[6],[7].
- Thérapie Taxi avec Pépite dans l'émission Taratata en 2020[8].